# Ludvig Mathias Lindeman

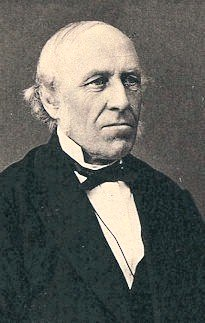
Ludvig Mathias Lindeman

Ludvig Mathias Lindeman (* 28. November 1812 in Trondhjem, heute Trondheim; † 23. Mai 1887 in Kristiania, heute Oslo) war ein norwegischer Komponist und Volksliedsammler.
Der Sohn des Organisten Ole Andreas Lindeman studierte Theologie und Musik. Er wurde 1846 Organist in Kristiania und 1849 Gesangslehrer am Theologischen Seminar. 1883 gründete er mit seinem Sohn Peter Brynie Lindeman die Organistskolen, aus der 1894 das Musikkonservatorium Kristiania und 1973 die Norwegische Musikhochschule hervorging.
Lindeman komponierte Präludien und Fugen für die Orgel sowie Lieder. Daneben gab er die Volksliedsammlung Ældre og nyere norske Fjeldmelodier heraus, von der zwölf Bände zwischen 1853 und 1863 erschienen. Ein Nachfolgeband kam 1867 heraus und eine überarbeitete Neuauflage 1874. Sie enthielt gesungene sowie auf Hardangerfiedel und Langeleik gespielte Melodien, auf die Edvard Grieg und Johan Svendsen in ihren Werken zurückgriffen.